# Tatai Patara

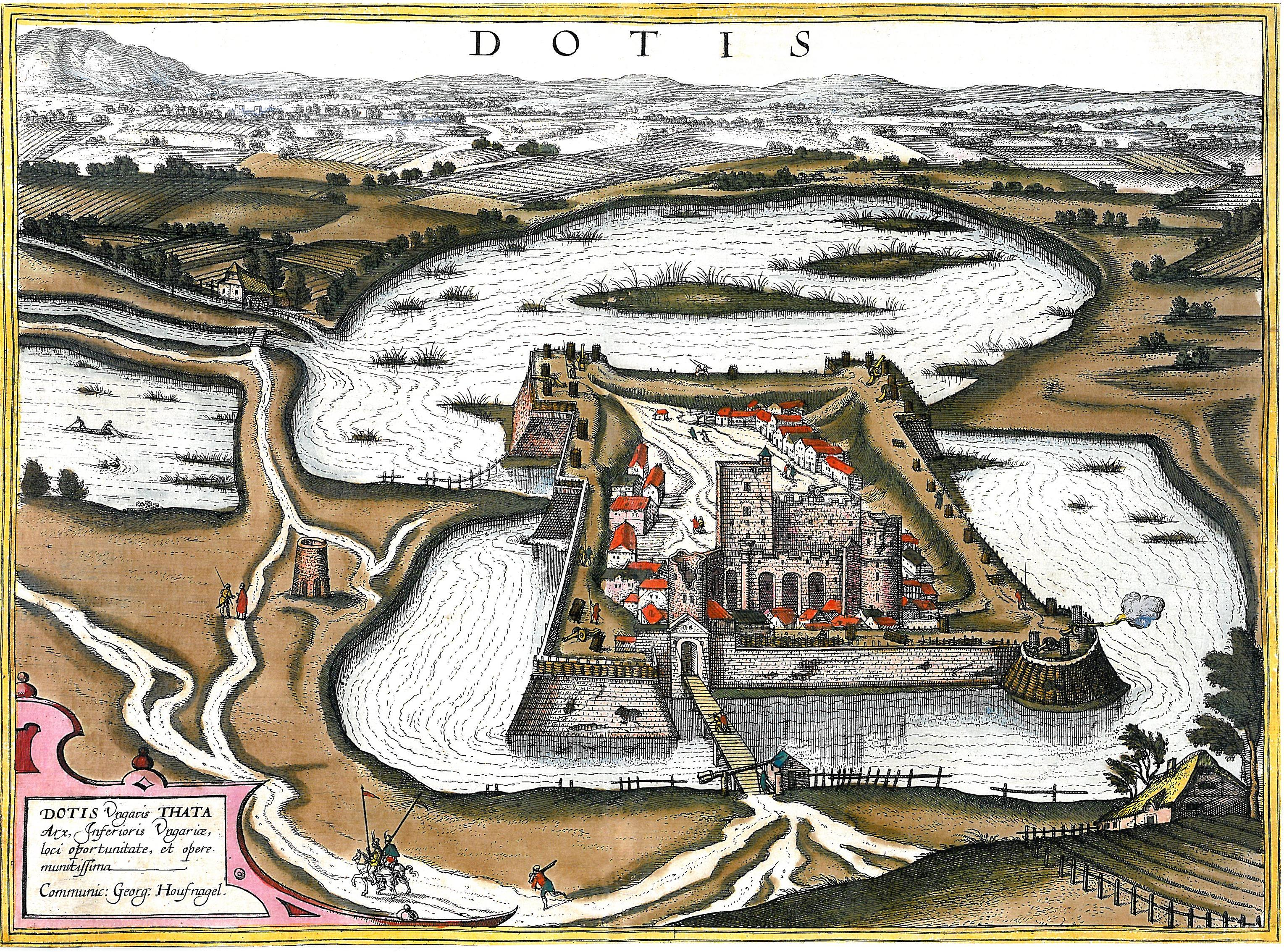
Tata vára a 16. században, Georg Hoefnagel színezett metszete

A Tatai Patara 1597: török kori Történelmi Fesztivál Tatán, mely 2008 májusa óta minden évben megrendezésre kerül.

## Története

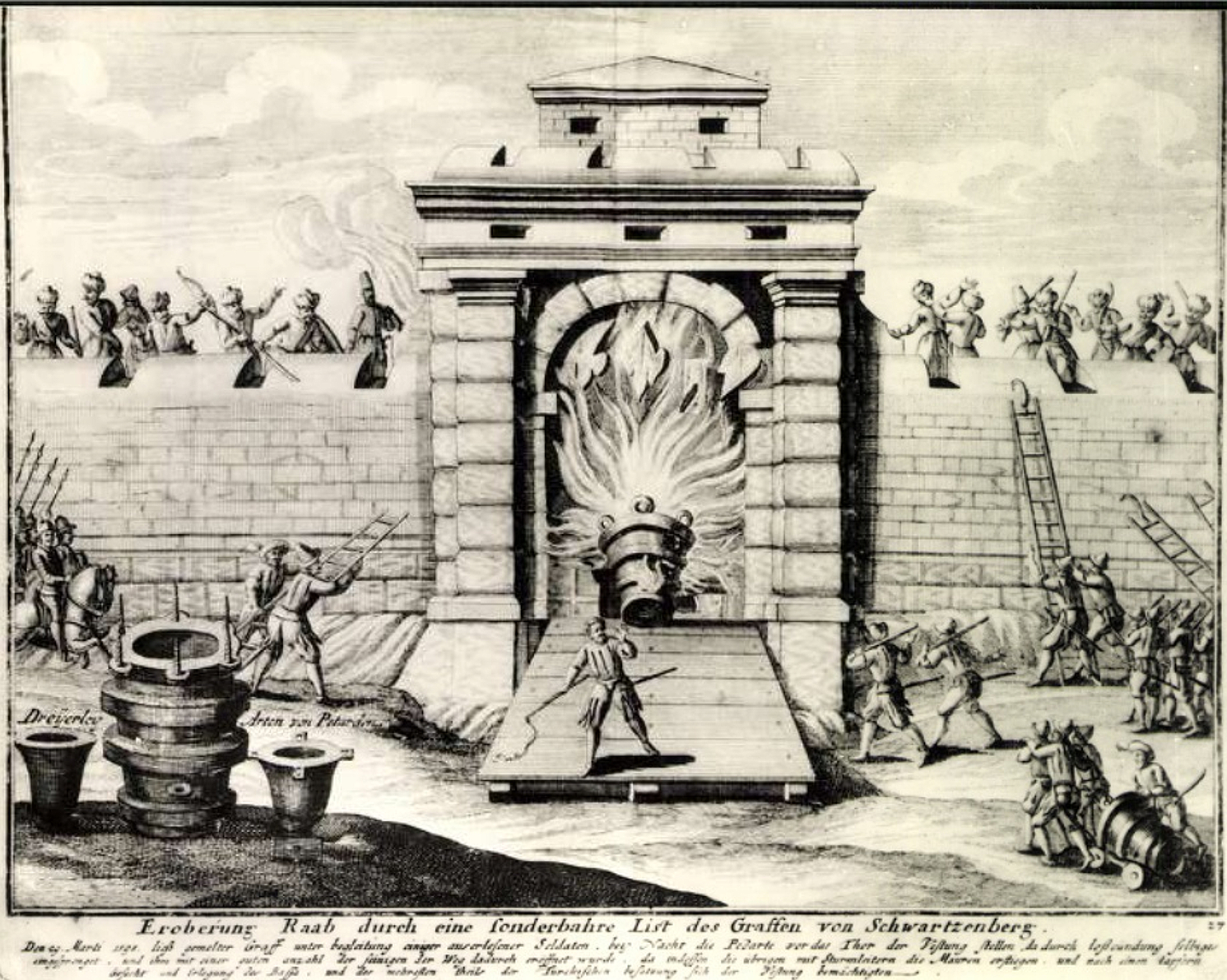
A győri vár ostroma, a Fehérvári-kapu berobbantása 1598-ban a tizenöt éves háborúban

A török hódoltság miatt a Magyar Királyság lakosságának harmada kiszakadt Európa fő áramából, és a muzulmán Oszmán Birodalom hódoltsága alá került, másik két harmadában pedig erősen megfogyatkozva, a legnagyobb veszélyek és nehézségek között maradhatott fenn. A magyarság állami léte került veszélybe. Az ország törökök által meghódított területén a települések kétharmada teljesen megsemmisült. A 16. század közepére a megállíthatatlan török hódítás nyomán Tata határerőddé, végvárrá vált. Komárom és Győr előváraként a török-magyar csatározások állandó színtere lett, és többször is gazdát cserélt. Egyik legnevezetesebb ostroma a tizenöt éves háború idején, 1597. május 23-án volt, amikor gróf Pálffy Miklós komáromi főkapitány csellel – és egy ügyes haditalálmánnyal, a fesztiválnak nevet adó robbanószerkezettel - visszafoglalta a török kézen levő tatai erősséget.

### A patara
A történelmi fesztivál elnevezése a várostromkor használt haditechnikai újítás, a petárdaként is emlegetett patara nevéből ered. A török várak ilyen találmánnyal történő  visszafoglalásának ötlete Johann Bernstein katonamérnöktől származott, ő találta ki, hogy a korabeli várkapuk berobbantásához megfelelő nagyságú, méretű és nagyerejű robbanóeszközöket készítsenek. A harang formájú vastag falú bronz öntvényt, a patara fő alkotórészét, lőporral tömték meg, és egy többszörösen vasalt arasznyi vastag falapra erősítették. A lapra szerelt petárdát a várkapura akasztották, és begyújtották. A robbanáskor a falap keresztültörte a várkapu fából készült deszkáit. Ezzel a robbanóeszközzel, az akkori „csodafegyverrel” döntötték  be a várkaput Pálffy főkapitány vitézei is. Egy évvel később, Győr felszabadításánál is a Tatán tesztelt új fegyver indította el a sikeres ostromot. A robbanószerkezetet 1597-ben Pápánál is kipróbálták.

## A fesztivál célja
Célja a hagyománytisztelet és értékteremtés, miközben olyan erényeket állít példaként, mint a bátorság, határozottság, hűség, céltudatosság és összefogás.

## Programok
Tata török kori életét, történelmi  eseményeit idézi az eseménysorozat: a vár nagy ostromát játssza újra. Faltörők, bajvívók idézik fel a harcokat; tábordúlás, vízi ütközetek mutatják be a korabeli hadviselés kegyetlenségét. Eközben a várfalakon belül és kívül  mindenki élheti egy kicsit a viharos múlt sokszor békésebb hétköznapjait, belekóstolva a reneszánsz világ ételeibe, italaiba, és persze megízlelve a kor divatját, muzsikáját is.

## Időpontok
I. Tatai Patara: 2008. május 20-22.
II. Tatai Patara: 2009.  május 22-24.
III. Tatai Patara: 2010. május 28-30.
IV. Tatai Patara: 2011. május 20-22.
V. Tatai Patara: 2012. május 18-20.
VI. Tatai Patara: 2013. május 24-26
VII. Tatai Patara: 2014. május 30-június 1.
VIII. Tatai Patara: 2015. május 21-24.
IX. Tatai Patara: 2016. május 26-29.
X. Tatai Patara: 2017. május 19-21.
XI. Tatai Patara: 2018. május 18-20.
XII. Tatai Patara: 2019. május 24-26.
XIII. Tata Patara: 2020. május 15-17.
XIV. Tata Patara: 2021. május 21-23
XV. Tata Patara: 2022. június 03-05
XVI. Tata Patara: 2023. május 26-28
XVII. Tata Patara: 2024. május 24-26
XVIII. Tata Patara: 2025. június 6-8

## Szervezők
A  fesztivál szervezői: ZOFI Rendezvényszervező Kft. Zombori Mihály  vezetésével.